# Dora's Big River Adventure
Dora's Big River Adventure is een boomstamattractie in het Duitse attractiepark Movie Park Germany.
Dora's Big River Adventure is gethematiseerd naar het kinderprogramma Dora the Explorer op Nickelodeon. Om die reden staat Dora's Big River Adventure in het themagebied Nickland.
De boomstamattractie is in 2008 geopend en heeft een lengte van 250 meter, waarvan het hoogste punt tijdens de 250 meter lange rit 13 meter is. Over de gehele baan bevinden zich acht boomstammen waarin plaats is voor maximaal vier personen. Theoretisch betekent dit dat er de capaciteit 720 personen per uur bedraagt.

## Afbeeldingen

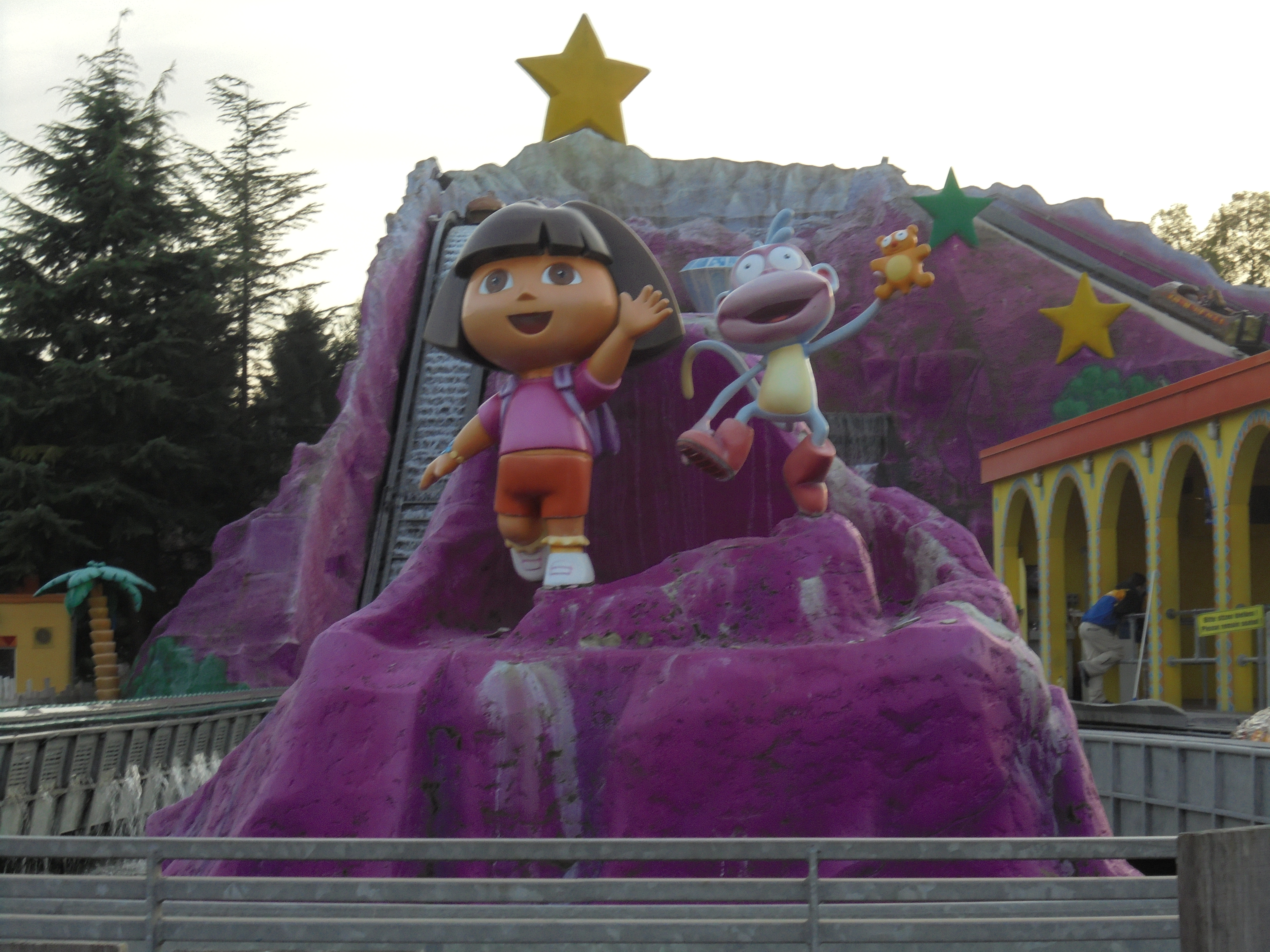
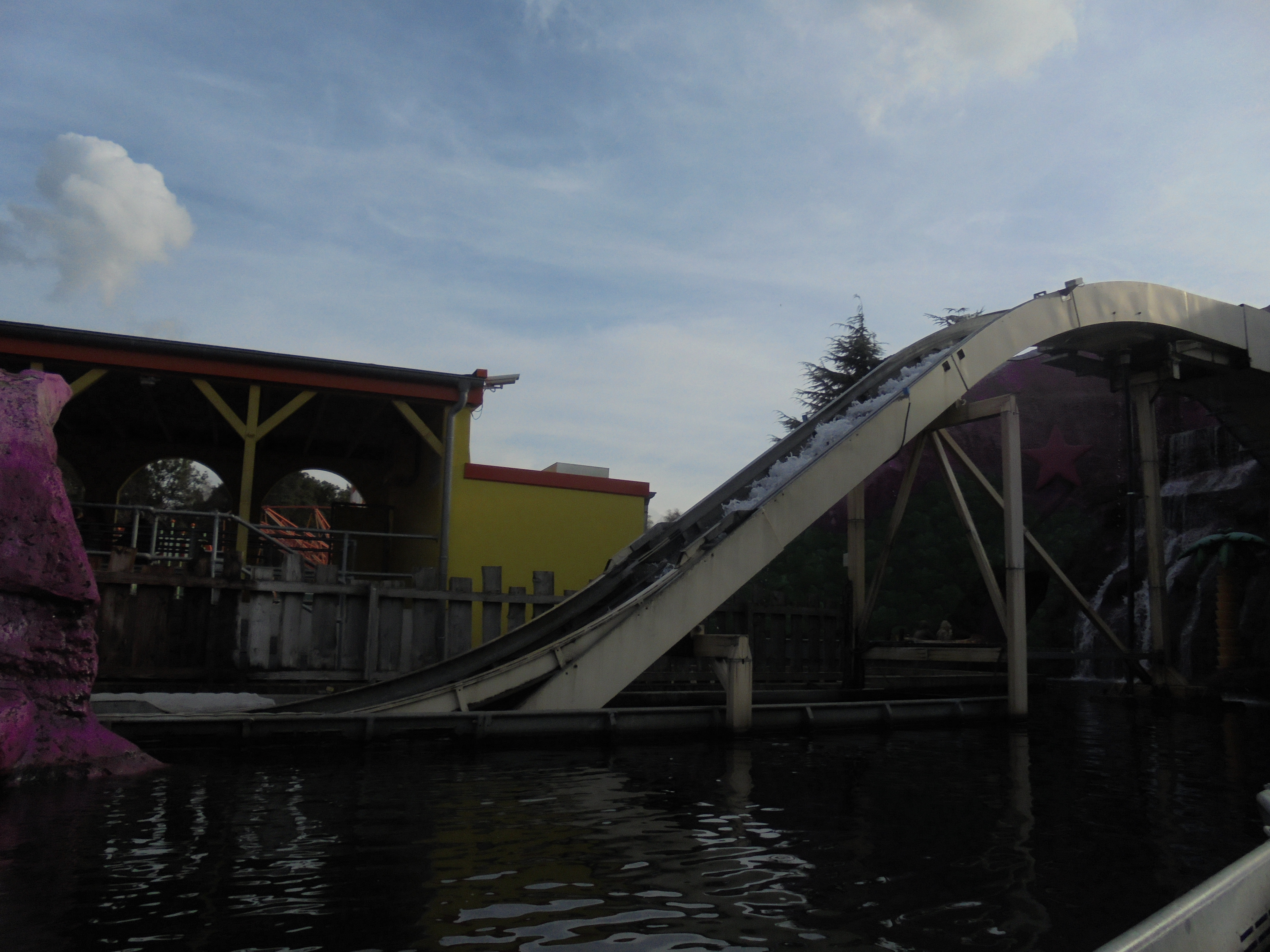
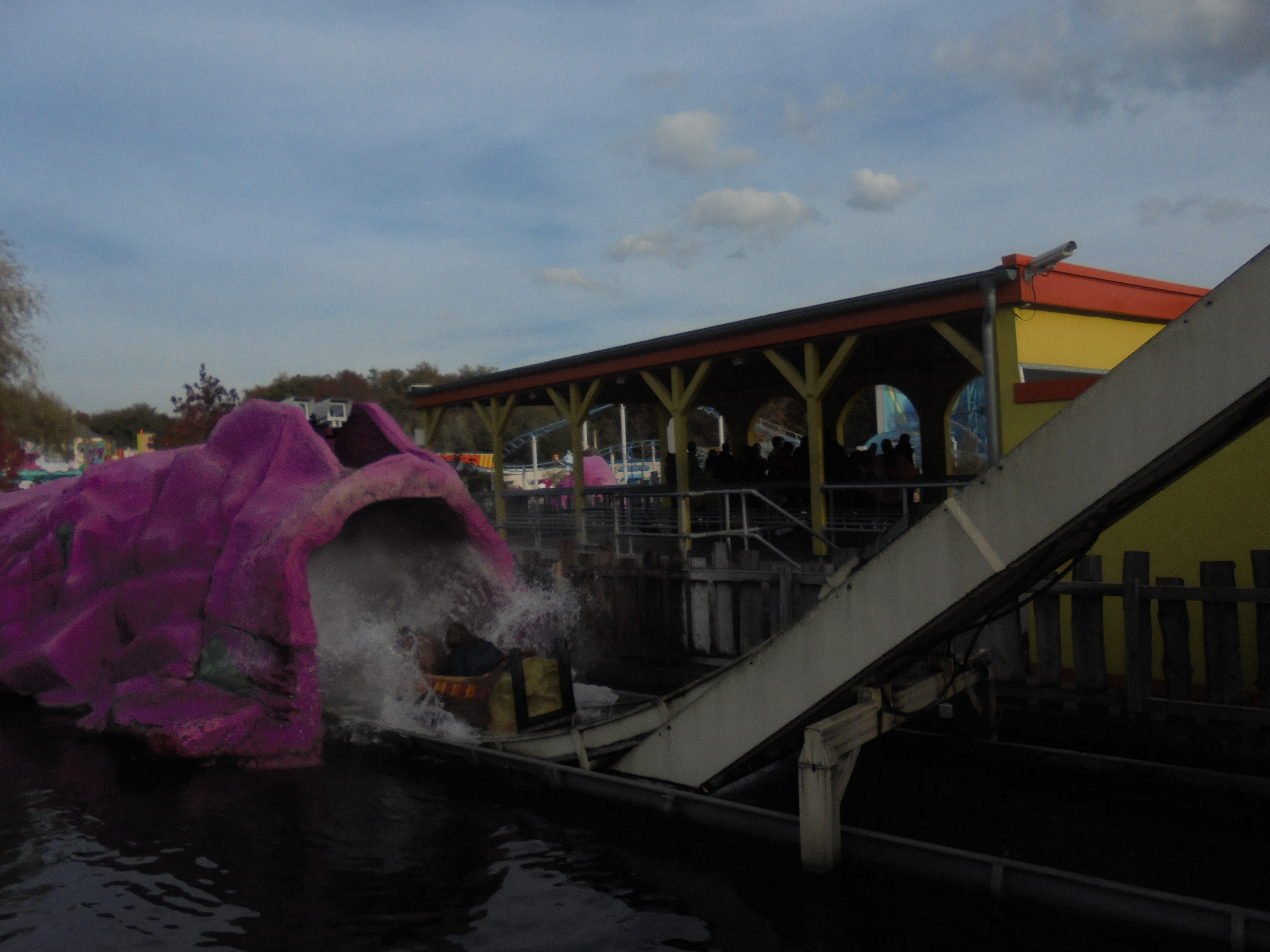
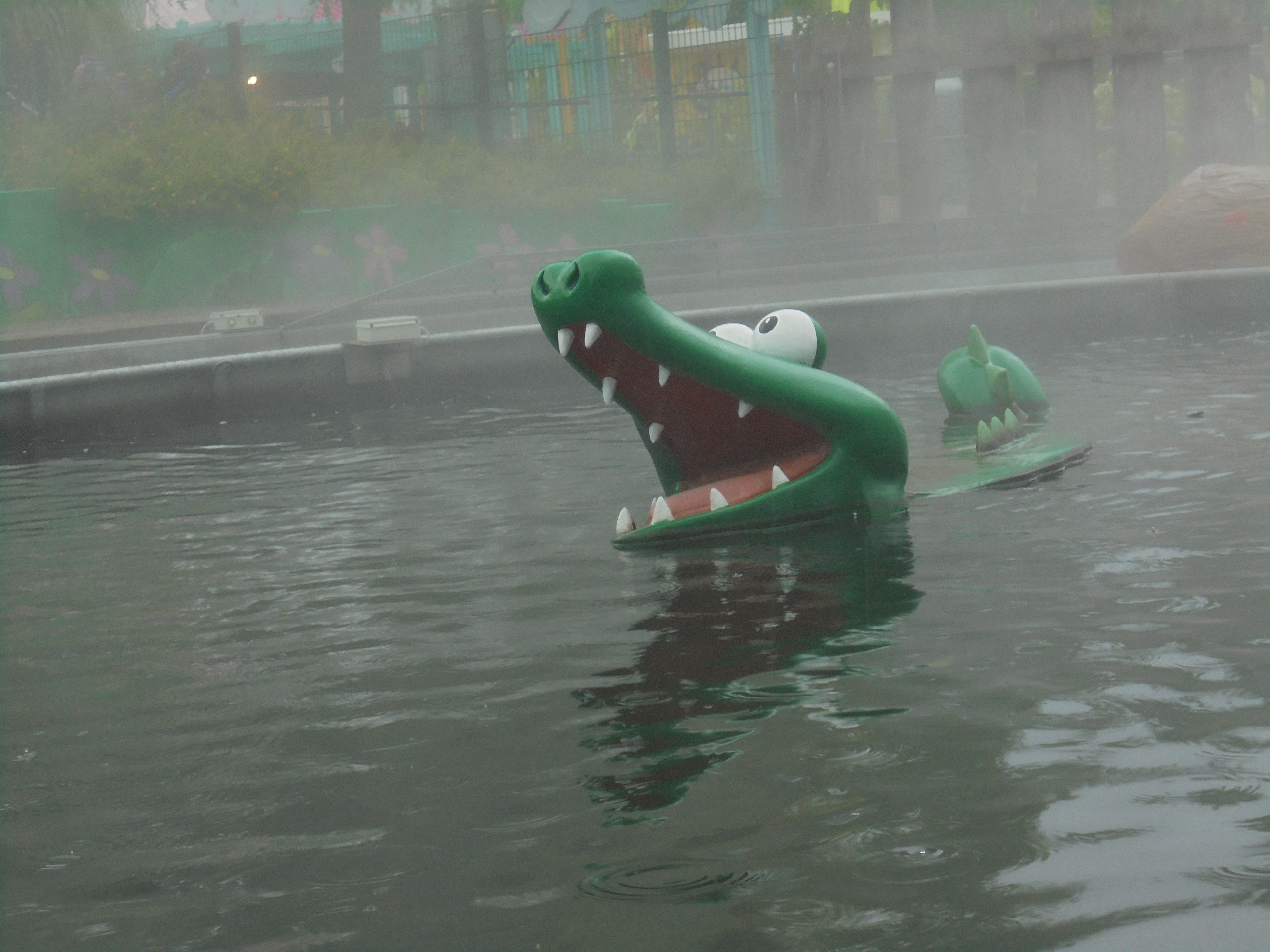
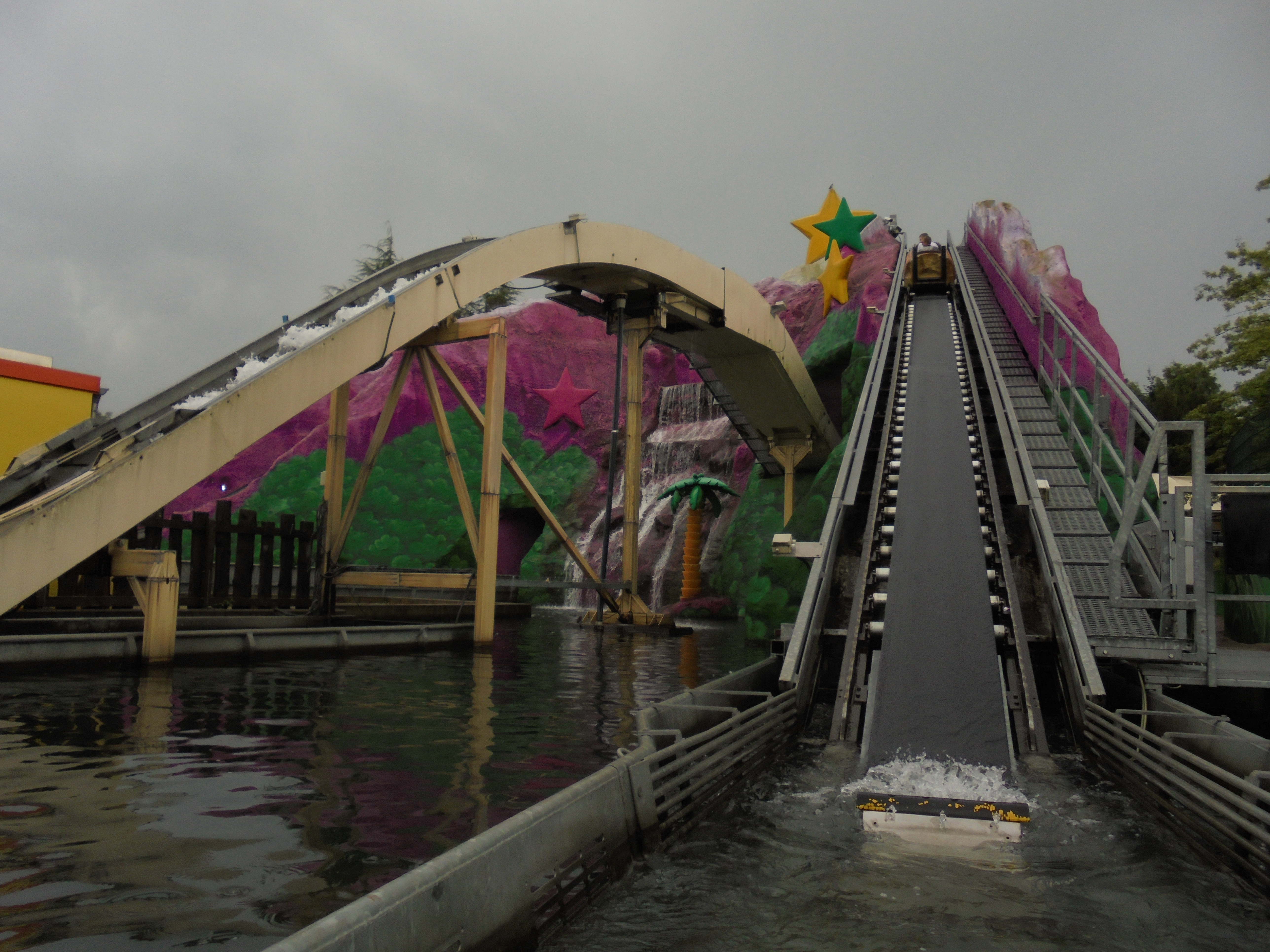
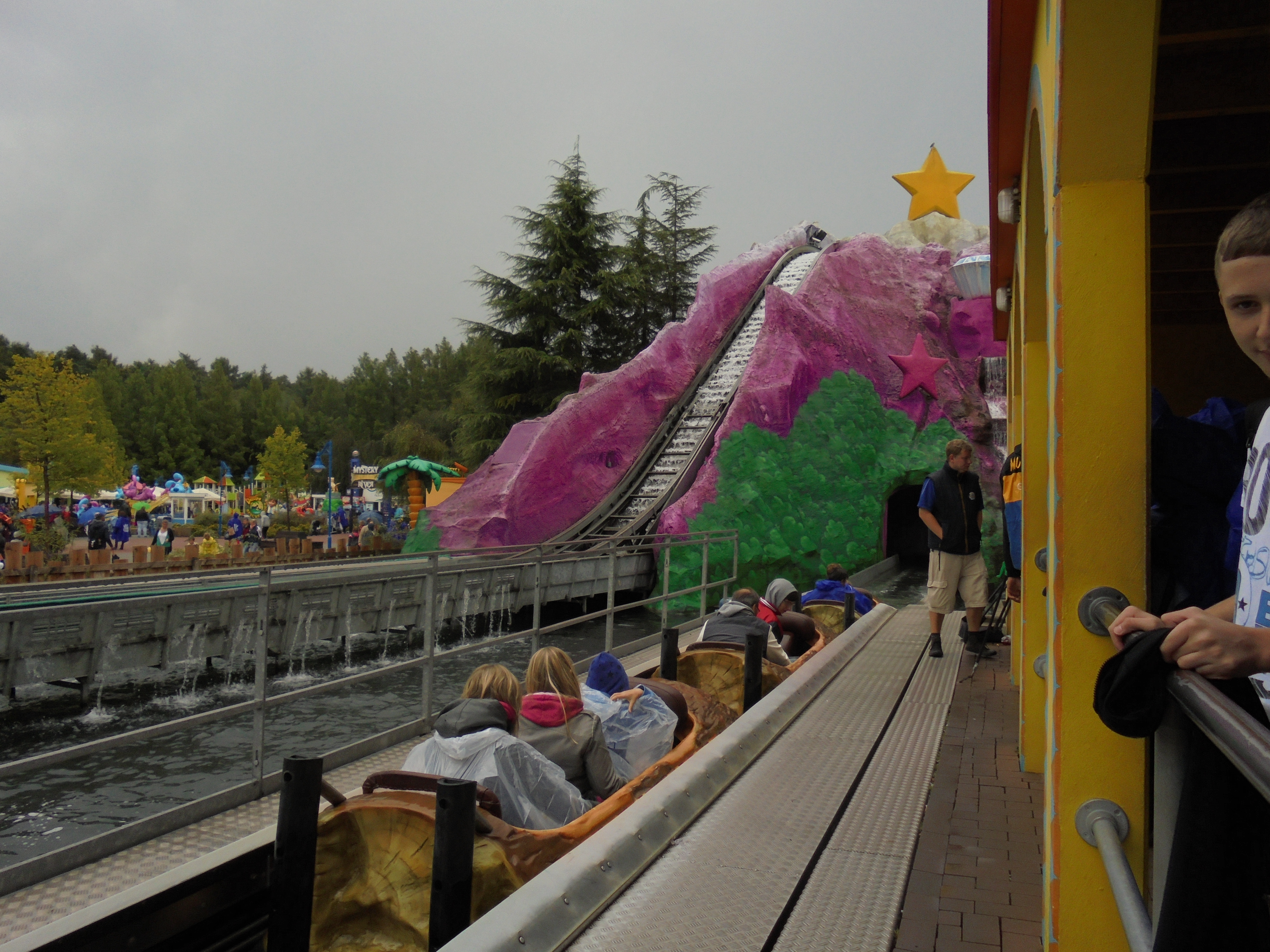

Lijst van attracties in Movie Park Germany · Police Academy Stunt Show · afbeeldingen
Huidige attracties: Avatar Air Glider ·
Backyardigans Mission to Mars · The Bandit · Bermuda Triangle - Alien Encounter · Crazy Surfer · Dora's Big River Adventure · Fairy World Spin ·
Ghost Chasers · Jimmy Neutron's Atomic Flyer · MP Xpress · Excalibur - Secrets of the Dark Forest · NYC Transformer · Roxy · Side Kick · SpongeBob Splash Bash · Star Trek: Operation Enterprise · The High Fall · The Lost Temple · Time Riders · Van Helsing's Factory
Voormalige attracties: Batman Adventure · Cop Car Chase · Danny Phantom Ghost Zone · Gremlins Invasion · Ice Age Adventure · Josie's Bath House · Looney Tunes Adventure · Studio Tour · Unendliche Geschichte · Mystery River
Themagebieden: Federation Plaza · Hollywood Street Set · Nickland · Santa Monica Pier · Streets of New York · The Old West